# 卡罗林·兰姆女爵
卡罗林·兰姆女爵（Lady Caroline Lamb，1785年11月13日—1828年1月26日），英国女贵族，小说作家，因1812年与拜伦勋爵传出绯闻而声名大噪。卡罗林的丈夫是威廉·兰姆，第二代墨尔本子爵（后为首相），她的丈夫虽贵为子爵，她本人却从未被尊为“墨尔本子爵夫人”，因为她在墨尔本继承父亲的爵位前就去世了。所以，她被记载为“卡罗林·兰姆女爵”。
卡罗林是弗雷德里克·庞森比，第三代贝斯伯勒伯爵和亨丽埃塔·庞森比，贝斯伯勒子爵夫人两人的独女。她和其他社交名媛一直有联系。卡罗林是乔治娜·卡文迪许，德文郡公爵夫人的甥女，安娜贝拉，拜伦夫人的姻亲。

## 早年

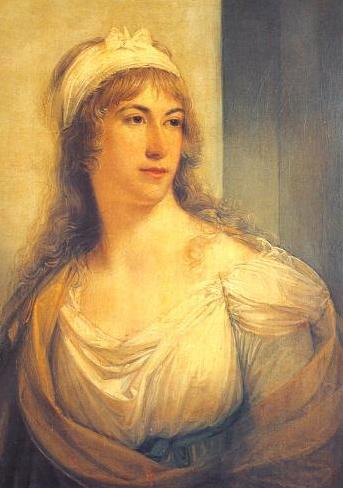
卡罗林之母，亨丽埃塔·庞森比，贝斯伯勒子爵夫人像。由安吉丽卡·考夫曼绘于1793年。

卡罗林出生时，号“卡罗林·庞森比阁下”，在他的父亲继承了爵位后，她改号“卡罗林女爵”。她小时体弱多病，为健康着想，大部分时间都在乡间渡过。但是，自1794年起，卡罗林迁入伦敦市内的德文郡宮，与表亲哈廷顿勋爵（后为第六代德文郡公爵）、乔治娜·卡文迪许女爵和哈丽埃特·卡文迪许女爵，还有德文郡公爵和伊丽莎白·福斯特夫人两人的孩子一起生活。卡罗林和他们一起读书，和仅仅比她大三个月的乔治娜女爵特别亲近。
摩根夫人在回忆录中，引述墨尔本，卡罗林小时候像个男孩，十几岁前都不能静下来阅读、写字。虽然大部分学者都认同这个说法（一部分认为这是摩根夫人夸大其辞），但卡罗林家族的信件似乎证明实情正好相反。卡罗林的外祖母，斯宾塞夫人，致力于推动教育事业，后来更聘请孩子们的家庭教师，做自己的同事。这个家庭教师是塞利娜·特里默（Selina Trimmer），著名的儿童道德故事作者沙拉·特里默（Sarah Trimmer）之女。她的教学内容十分广泛，不限于书本。在一封作于1796年10月31日（当时她刚刚过11岁生日）的信中，卡罗林不仅显露出不俗的文笔，更显出自己的智慧及模仿的天赋。她不仅在家中接受过良好教育，亦曾入读伦敦一间位于汉斯广场（Hans Place）的学校。卡罗林少女时期不仅写过散文、诗歌，更画过素描肖像画。懂得这些，让她此后受益无穷。卡罗林能流利地使用法文、意大利文，精通希腊文、拉丁文，欣赏音乐、戏剧。

## 结婚

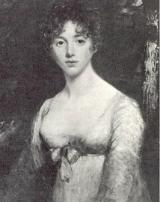
卡罗林·兰姆夫人

1805年6月，第一代墨尔本子爵之子，政坛新星威廉·兰姆阁下迎娶时年19岁的卡罗林。虽然兰姆的母亲不许两人见面，但是两人情投意合。1802年，两人在布罗克特堂（Brocket Hall）相遇，随即“互相着迷”，享受了多年愉快的夫妻生活。卡罗林为兰姆诞下一子，乔治·奥古斯都·弗里德里希（George Augustus Frederick，1807年8月11日），一女，在出生后不就夭折了。两次生产后，卡罗林身体都出现不适，在很长一段时间后才恢复过来。弗里德里希一出生就出现了一些精神问题，可能是某种自闭症。尽管大部分贵族家庭会将出现精神问题的亲属送往医院等机构，但兰姆却没有这么做，他一直把弗里德里希留在家中照料。这个问题，再加上兰姆的政治野心，使得两人的婚姻出现了裂痕。

## 拜伦勋爵
1812年3月，卡罗林与拜伦勋爵开始了一段广为人知的感情。卡罗林比拜伦大4岁。卡罗林邂逅拜伦时，并不在意他，以“mad, bad, and dangerous to know.”一句描述他。拜伦却热情地追求她。
在接下来的一个月里，卡罗林和拜伦在公开场合批评对方，私下里却接受了对方的爱意。拜伦给卡罗林起了一个小名，“卡诺”（Caro）。拜伦抛弃卡罗林后，兰姆把她带到了爱尔兰。离开伤心地，未减卡罗林对拜伦的思念。这段时间里，卡罗林和拜伦不断通信。1813年，卡罗林回到伦敦，拜伦却和他划清界线，无意继续他们的恋情。不少人特意她，有没有试图和他的前度男友复合。
卡罗林与拜伦之间的事，对她日后影响甚大，亦影响了两人的作品。两人以对方的方式写诗，在作品中提及对方，甚至将给对方的讯息，明显地写入诗句中。卡罗林探访拜伦家，遭到挫折，在拜伦的一本书的扉页上写：“记住我！”。拜伦则写了一首诗回应：“Remember thee! Remember thee!; Till Lethe quench life's burning stream; Remorse and shame shall cling to thee, And haunt thee like a feverish dream! Remember thee! Ay, doubt it not. Thy husband too shall think of thee! By neither shalt thou be forgot, Thou false to him, thou fiend to me!”
卡罗林的表亲哈丽埃特，是卡罗林儿时的好友，随着两人成长，她们之间的关系却愈发恶劣。1816年，哈丽埃特探访了卡罗林，发现卡罗林仍在执迷不悟，令她难以置信。

## 作家生涯
卡罗林最知名的作品是Glenarvon，一部哥特小说，在1816年出版，那时拜伦刚刚出国。尽管这本书的作者并没有使用本名，但是作者的身份已是公开的秘密。可以轻易看出，书中的女士是卡罗林自己，而男士则是拜伦，只是后者被描绘成一位战争英雄，从爱尔兰平乱归来。这本书出名的原因在于出现了拜伦式英雄，这是拜伦式英雄首次出现在其他人笔下（而不是拜伦本人）。卡罗林在书中讽刺了一些上流社会的重要人物，当中包括泽西夫人（Lady Jersey），她得知此事后，愤而取消了卡罗林进入社交场所的资格。卡罗林亦受到上流社会一致抵制。
拜伦在小说中写到：“我也读了卡罗林·兰姆写的Glenarvon。天啊！”这部小说十分畅销，发行了几个版本，却遭到批评，称它为一部廉价小说。然而，后世学者如约翰·沃尔夫冈·冯·歌德认为它有作为严肃文学的价值。
1818年，卡罗林冒充拜伦向其出版商索要一幅拜伦的画像，成功得手。次年，她在叙事诗“A New Canto.”中模仿了拜伦的“Don Juan”。卡罗林最在意拜伦对她的暗喻，例如“Don Juan I & II”“Some play the devil—and then write a novel”一行。她在“A New Canto”中写到：“I'm sick of fame; I'm gorged with it; so full I almost could regret the happier hour; When northern oracles proclaimed me dull.”拜伦从未正面回应这首诗。当时有评论家称：“作者显然是要模仿拜伦勋爵。整首诗由头到尾都是一首狂想曲。”
卡罗林后来又出版了几部小说：Graham Hamilton（1822年），Ada Reis（1823年），及Penruddock（1823年）。

## 晚年生涯
兰姆的母亲墨尔本夫人（Lady Melbourne）也是拜伦的红颜知己。墨尔本夫人有意*合兰姆和卡罗林，为家族带来政治资本。然而，卡罗林与拜伦传出绯闻后，她就极力要求儿子与妻子离婚。兰姆拒绝与妻子离婚，对母亲的作为感到遗憾，并一直在支持卡罗林。
1825年，双方都已经传出大量绯闻，卡罗林最终说服丈夫，与她正式分居。卡罗林从此迁居布罗克特堂（Brocket Hall）。1827年，一直多病的她健康开始恶化，需要全职医生照料。1828年1月25日，卡罗林病逝，而兰姆当时则尚在担任爱尔兰布政司（Chief Secretary for Ireland）。

## 流行文化
1972年，莎拉·迈尔斯在电影“卡罗林·兰姆夫人”中饰演卡罗林。2003年，在BBC电影“拜伦”中，卡米拉·鲍尔斯饰演了卡罗林。

## 进阶阅读
- Paul Douglass (2004) Lady Caroline Lamb: A Biography. Palgrave Macmillan.
- Paul Douglass (2006) The Whole Disgraceful Truth: Selected Letters of Lady Caroline Lamb. Palgrave-Macmillan.
- Paul Douglass and Leigh Wetherall Dickson (2009) The Collected Works of Lady Caroline Lamb. Pickering & Chatto.

## 注脚
1. 1 2 3 4 5  Leveson-Gower, Sir George (Ed.), Hary-O:  the Letters of Lady Harriet Cavendish 1796-1809, London:  John Murray (1940).
2. ↑  Owenson, Sydney (Lady Morgan). Dixon, William Hepworth , 编. . Wm. H. Allen & Co. 1862. ISBN 0-404-56793-2.
3. ↑  "Lady Caroline Lamb," The Literary Encyclopedia （页面存档备份，存于）
4. ↑  Paul Douglass. . Pacific Coast Philology (Pacific Ancient and Modern Language Association). 1999, 34 (1): 53–71. JSTOR 1316621. doi:10.2307/1316621.
5. 1 2 3  Douglass, Paul. . Palgrave Macmillan. October 2004: 360. ISBN 1-4039-6605-2.
6. 1 2 3  Sunday Times: Property. . Mad, bad and dangerous to know” has become Lord Byron's lasting epitaph. Lady Caroline Lamb coined the phrase after her first meeting with the poet at a society event in 1812. (Dublin, Ireland: The Times Online). 17 November 2002  [21 February 2010]. （原始内容存档于2012-07-12）.
7. 1 2  Castle, Terry; Phyllis Grosskurth. . " A biography that sees Lord Byron as a victim of circumstances" (NYC, USA: The New York Times). 13 April 1997  [21 February 2010]. （原始内容存档于2018-01-19）.
8. 1 2 3 4  Millststein, Denise Tischler. . Shreveport, LA, USA: Louisiana State University and Agricultural and Mechanical College, Department of English. May 2007.
9. 1 2 3  Wu, Duncan. “Appropriating Byron: Lady Caroline Lamb's A New Canto.” Wordsworth Circle. 26.3 (1995): 140-46.
10. ↑  Leveson-Gower, F. (Ed.), Letters of Harriet Countess Granville 1810-1845, London:  Longmans, Green, and Co. (1894).
11. ↑  Dikson, Leigh Wetherall and Douglass, Paul (Eds.)"The Works of Lady Caroline Lamb." Pickering & Chatto (2009) Volume 1: Glenarvon: lii + 451; Volume 2: Graham Hamilton and Poems xxx + 229; Volume 3: Ada Reis, A Tale xx + 222.
12. ↑  Weinreb; Gronow. . London, UK: The Dukes of Buckingham and Chandos. 21 February 2010  [21 February 2010]. （原始内容存档于13 August 2009）.
13. ↑  Hennig, John "Goethe's Klaggesang. Irisch." Monatshefte, Vol. 41, No. 2" University of Wisconsin Press (1949) pp. 71-76
14. ↑  Monthly Review New Series v. 94 (1821), 329. London, UK
15. 1 2  Cecil, David. . London, UK: Weidenfeld & Nicolson. 18 October 2001: 566  [20 Feb 2010]. ISBN 1-84212-497-8. （原始内容存档于2018-06-13）.
16. ↑  Cecil, David, The Young Melbourne & Lord M, p. 178.